# Kościół poewangelicki w Zawierciu
Kościół poewangelicki w Zawierciu – dawny kościół luterański znajdujący się w Zawierciu, w województwie śląskim.

## Historia
Świątynia została wybudowana w latach 1898–1899 w stylu neogotyckim. Pozwolenie na budowę uzyskano od gubernatora guberni piotrkowskiej i warszawskiej. Ziemia pod budowę kościoła została sprzedana za sumę 10 tysięcy rubli. W ceremonii poświęcenia świątyni uczestniczyli pastorzy z Łodzi, Piotrkowa Trybunalskiego i Warszawy. Od 1911 lub 1912 roku kościół pełnił funkcję filiału parafii ewangelickiej w Częstochowie. W 1924 roku w mieście powstała samodzielna parafia ewangelicka. W czasie II wojny światowej świątynia została zniszczona. Po wojnie budynek został sprzedany za sumę 35 tysięcy złotych Cechowi Rzemiosł Różnych. Nowy właściciel odbudował kościół z przeznaczeniem na siedzibę Domu Rzemiosła. W czasie przebudowy została rozebrana wieża, a budowla została przedzielona stropem na dwie kondygnacje